# Light Stars Football Club
Le Light Stars FC est un club seychellois de football, basé à Grand' Anse. C'est le premier club de l'île Praslin à accéder à la première division seychelloise en 2001.

## Entraîneurs
- 2003 : Raoul Shungu

## Palmarès
- Championnat des Seychelles D2
  - Champion en 2000

- Coupe des Seychelles
  - Vainqueur en 2015
  - Finaliste en 2003

1. ↑  Seuls les principaux titres en compétitions officielles sont indiqués ici.